# Apachen

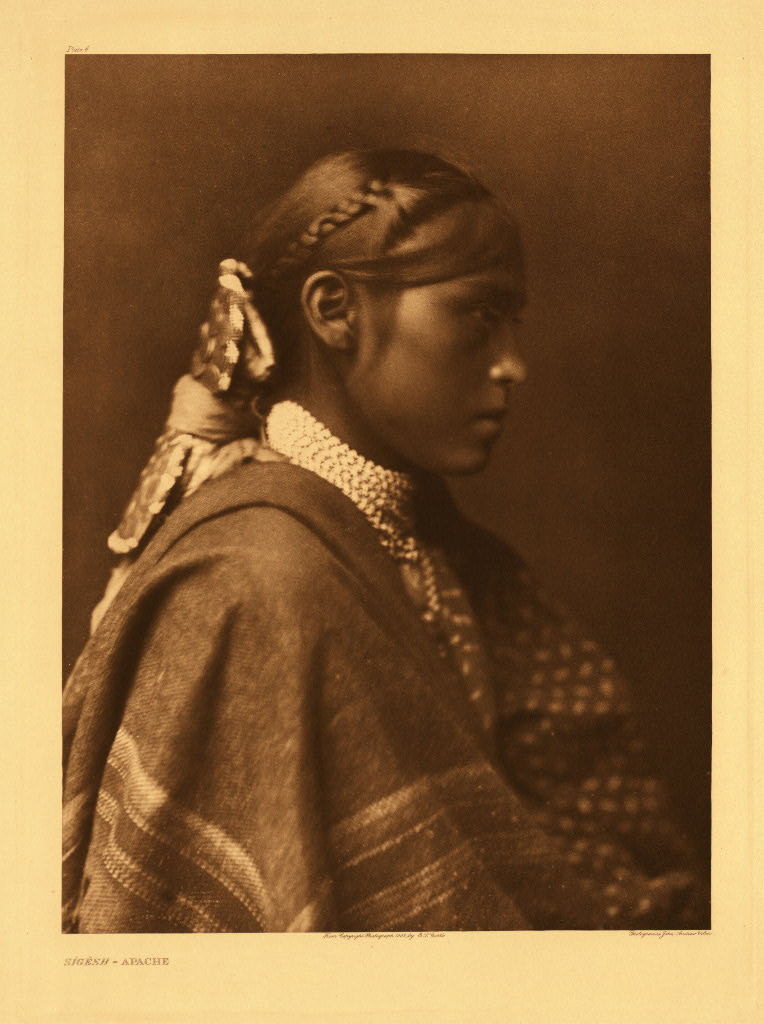
Sigesh, eine unverheiratete Apachenfrau (Fotografie von Edward Curtis, ca. 1907)

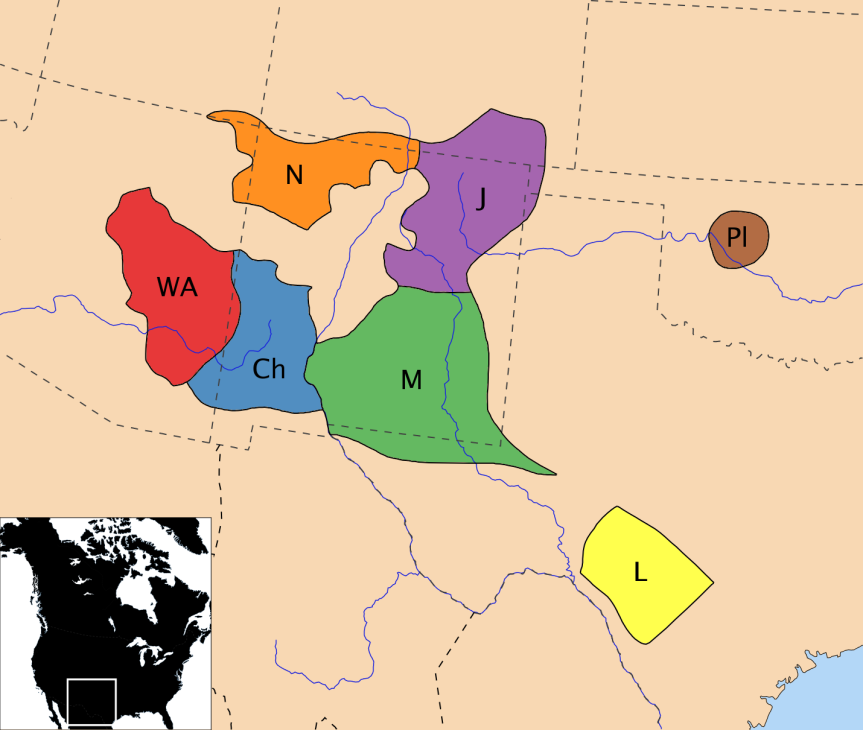
Apache-sprachige Stammesgruppen (18. Jahrhundert): Ch: Chiricahua Apache, M: Mescalero Apache, J: Jicarilla Apache, L: Lipan Apache, Pl: Plains Apache (Kiowa Apache), WA: Westliche Apache, N: Navajo (Diné)

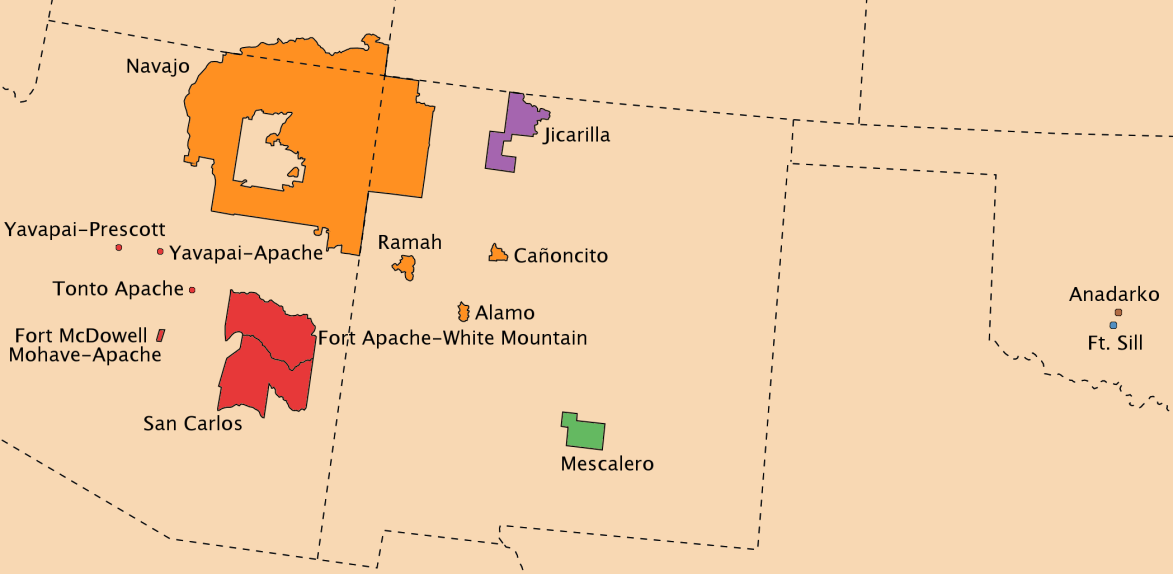
Heutige Reservationen der Apachen, Navajo (Diné) oder mit großer Apachen-Bevölkerung

Apachen heute (2015), Toms Shash, ein Warm Springs Apache, links; Jennifer Ploch, aztekischer Abstammung, rechts; Saba Shash, Mr. Shashs Adoptivtochter; und ihre Tochter Tonantzin Conway

Als Apachen ([aˈpaʧən, aˈpaxən]), auch Apatschen, bezeichnet man sechs kulturell sowie sprachlich verwandte Stammesgruppen der südlichen Athapasken im Südwesten der Vereinigten Staaten und im Norden von Mexiko. Früher wurden zu den Apachen auch die Navajo (Diné) gezählt; diese entwickelten jedoch eine separate Identität und werden heute allgemein als eine selbstständige Ethnie betrachtet.

Zu den Apachen werden heute allgemein die Westlichen Apache, Chiricahua Apache, Mescalero Apache, Jicarilla Apache, Lipan Apache und Kiowa Apache (Plains Apache) gezählt. 
Die Apachen sowie die Navajo (Diné) sprechen bzw. sprachen sieben verschiedene gegenseitig verständliche südathapaskische Apache-Sprachen, die zu den Athapasken-Sprachen aus der Na-Dené-Sprachfamilie zählen. Sprachlich sind sie somit mit den Dene im Norden und Nordwesten Kanadas sowie den Alaska Dene der Nördlichen Athapasken verwandt.
Die Apachen hatten – im Gegensatz zu den Navajo (Diné) – nie eine politische oder militärische Idee von einer gemeinsamen Nation oder einer gemeinsamen Stammesidentität; sie identifizierten sich zwar anhand der gemeinsamen Sprache als Apachen (und schlossen hierbei jedoch die Navajo aus), die einzelnen Stammesgruppen entwickelten jedoch unterschiedliche Kulturen und bekämpften sich teilweise gegenseitig.
Oftmals werden daher die zwar sprachlich zu den Apachen zählenden Kiowa Apache (Plains Apache) nicht als Apachen betrachtet, da sie kulturell sowie politisch zu den Kiowa zählen.
Heute gibt es insgesamt neun auf Bundesebene anerkannte Stämme (federally recognized tribes) der Apachen; hiervon fünf in Arizona (Westliche Apache, zwei zusammen mit Yavapai) und zwei in New Mexico (Jicarilla Apache, Mescalero Apache – bestehend aus Mescalero, Chiricahua und Lipan Apache) auf Reservationen sowie zwei weitere in Oklahoma (Chiricahua Apache, Kiowa Apache/Plains Apache – mit einigen Lipan Apache) ohne eigenes Land. Zudem gibt es drei nur auf Bundesstaatsebene anerkannte Stämme (state recognized tribes) der Apachen in Texas (Lipan Apache), in Louisiana (Lipan Apache, zusammen mit Choctaw und Adai) und in Alabama (Chiricahua Apache, zusammen mit Choctaw, Muskogee, Chickasaw und Cherokee). Die meisten leben heute außerhalb der Reservationen, manche leben in Städten, andere arbeiten als Wanderarbeiter oder Saisonarbeiter in den Zentren der Landwirtschaft im Süden Kaliforniens; heute leben daher Tausende Apachen im Coachella Valley, Imperial Valley und Colorado River Valley.

## Namen

### Herkunft des Namens Apache
Die heute allgemein gebräuchliche Stammesbezeichnung als Apache wurde ins Englische (und später in andere Sprachen) aus dem Spanischen übernommen; jedoch ist die Herkunft der Bezeichnung unsicher und umstritten.
Die heute meist akzeptierte Lehrmeinung ist, dass das Wort aus dem Shiwi'ma stammt, der Sprache der Zuñi (A:shiwi), einem Pueblo-Volk, das die feindlichen aus dem Norden in den Südwesten vordringenden Südlichen Athapasken – insbesondere die Navajo – als A:bachu /  ʔa·paču (Singular: Bachu / Paču „Feind, Fremder“) bezeichneten. Eine weitere Möglichkeit ist, dass die feindlichen Quechan (Yuma) die verbündeten Yavapai und Apache als E-patch („Kämpfende Männer“ oder „Jene, die kämpfen“) oder auf Grund der typischen Kriegsbemalung der Yavapai als Apatieh („Waschbär“) bezeichneten. Jedoch könnte sich die Bezeichnung auch aus zwei Wörtern der Yavapai – deren Sprache, wie die der Quechan, zu den Cochimí-Yuma-Sprachen zählt – abstammen: ʔpačə („Feind“) oder Abaja („Das Volk“), der Eigenbezeichnung der Guwevkabaya/Kwevkepaya oder Südöstlichen Yavapai der Fort McDowell Reservation.
Die erste bekannte schriftliche Erwähnung der Stammesbezeichnung Apache in Spanisch erfolgte durch Juan de Oñate im Jahr 1598; daher ist die Herkunft aus der Sprache der Zuñi und Yavapai weiterhin umstritten, da Oñate den Namen kannte und niederschreiben ließ, bevor er während der Zweiten Oñate-Expedition im Jahr 1604 erstmals diese beiden Völker kennenlernte.
Eine weitere – jedoch wenig überzeugende – Herkunft könnte direkt aus dem Spanischen kommen: mapache („Waschbär“) oder apachurrar („zerschmettern, zerquetschen“), was sich auf die bei den Apache beliebte Kampftechnik mit Kriegskeulen beziehen könnte.
Zunächst bezeichneten die Spanier mit „Apachu de Nabajo“ (Navajo) in den 1620er Jahren Südliche Athapasken in der Chama-Region östlich des San Juan River; seit den 1640er Jahren begannen sie jedoch, zwischen den eigentlichen Navajo und den restlichen Apache zu unterscheiden; sodass bald der Zusatz „de Nabajo“ fallen gelassen wurde und „Apache“ zur Bezeichnung der sich nicht zu den Navajo (Diné) entwickelnden Südlichen Athapasken wurde.
Sie selbst bezeichneten sich je nach Dialekt als Indee, Ndee, Nndee (Tonto Apache, Cibecue Apache und White Mountain Apache), Innee, Nnēē (Arivaipa/Aravaipa Apache und Pinaleño/Pinal Apache), T'Inde, Dinde, Didé (Jicarilla Apache), Inday, Indee, Ndé (Mescalero Apache), Nde, Ne, Néndé, Héndé, Hen-de (Chiricahua Apache), Tindi, Ndé, Indeh (Lipan Apache) oder als Dené, Dìndé, N-deh, Inde (Kiowa Apache/Plains Apache), was alles wörtlich einfach „Volk“ bedeutet.

### Historische Verwendung des Begriffs Apache
Früher wurden Wi:pukba / Wipukepa („Nordöstliche Yavapai“) meist als Mohave-Apache (Apache-Mojave) sowie zusammen mit den Guwevkabaya / Kwevkepaya („Südöstliche Yavapai“) als Tonto Apache oder kurz Tonto bezeichnet, da sie oftmals in bilingualen Bands mit Tonto Apache und San Carlos Apache zusammen lebten und neben der Sprache zudem auch viel Kultur der Apache übernommen hatten.
Die Ɖo:lkabaya / Tolkepaya („Westliche Yavapai“) wurden zusammen mit den Hualapai (Walapai) sowie Havasupai als Yuma-Apache (Apache-Yuma) bezeichnet. Historisch und in älterer Fachliteratur werden die Yavapai meist als Apache Mohave (Apache-Mojave), Yavapai-Apache oder einfach als Apache bezeichnet, da im Norden Mexikos sowie im Südwesten der USA das Wort „Apache“ oft zur Bezeichnung für „feindliche, kriegerische, räuberische Indianer“ gebraucht wurde, ohne sprachliche, ethnische und kulturelle Differenzierung (auch Mohave / Mojave und sogar Comanchen wurden vormals als Apache bezeichnet).

## Stammesgebiete der Apachen
Die Apachen-Stämme wanderten im 14. und 15. Jahrhundert zusammen mit den Navajo (Diné) vom Norden vermutlich über die östlichen Ausläufer der Rocky Mountains in den heutigen Südwesten der Vereinigten Staaten sowie Norden von Mexiko ein. Ihre Stammesgebiete wurden von den Spaniern (Mexikanern) als Apachería bezeichnet und umfassten ab Mitte des 18. Jahrhunderts eine riesige Landfläche im Osten und Süden von Arizona, große Teile New Mexicos, den Süden Colorados, den Westen und Südwesten von Texas sowie große Areale der angrenzenden Bundesstaaten Sonora, Chihuahua, Coahuila, Nuevo León und Tamaulipas im Norden Mexikos.
Einst reichte das damals als Gran Apachería bezeichnete Stammesgebiet noch weiter nach Norden und Osten auf die Südlichen Plains und High Plains von Colorado, Kansas, Oklahoma sowie Texas. Nachdem sie aus dem Norden und Westen in die Südlichen Plains (ab circa 1700 bis 1780) zugezogen waren, schlossen die Comanchen und die ihnen stammesverwandten Ute mit den Wichita (ab 1740) ein Bündnis, das ihnen Zugang zu französischen Waffen, Munition und Märkten verschaffte, und begannen mit anderen texanischen Stämmen (Pawnee, Caddo, Tonkawa, Hasinai, Jumano u. a.), die unter den Raubzügen der berittenen Apachen litten, die meist als Halbnomaden lebenden Mescalero Apache, Jicarilla Apache und Lipan Apache unerbittlich zu bekriegen.
Mehrere Bands der genannten Apachen wurden teilweise vernichtet oder zersprengt und mussten sich neu organisieren und sich größtenteils aus den Südlichen Plains und High Plains nach Süden und Westen zurückziehen; die Mescalero zogen sich hauptsächlich in Gebiete westlich des Pecos River zurück und überquerten den Rio Grande nach Süden, die Lipan Apache zogen sich zuerst südlich des Colorado River in Zentral-Texas bis ins Edwards Plateau zurück (1720 bis 1750). Später zogen sie bis zum Texas Coastal Bend am Golf von Mexiko im äußersten Süden. Ab 1751 begannen auch sie in großer Anzahl den Rio Grande nach Mexiko zu überqueren. Die Jicarilla Apache mussten 1724 nach einer großen Niederlage ebenfalls größtenteils den Rio Grande nach Westen überqueren und in den Rocky Mountains von New Mexico und Colorado bei den Pueblo und in spanischen Siedlungen Schutz suchen. Nur einige Bands konnten teilweise ihre Gebiete behaupten bzw. zurückgewinnen und bewohnten nun die Randgebiete der Südlichen Plains – die nun größtenteils zur Comanchería gehörten –, und die Bisonjagd war nur noch unter Gefahren möglich.
Im Norden Mexikos konnten einige Stämme den nach Süden vordringenden und eine neue Heimat suchenden Apachen bald keinen Widerstand mehr entgegensetzen und mussten entweder ihre ehemaligen Stammesgebiete aufgeben (z. B. die Sobaipuri, Toboso, Coahuiltec u. a.), Zuflucht in spanischen Missionen (mehrere kleinere Küsten- und Wüstenstämme im Südwesten von Texas und Nordosten von Mexiko) suchen, sich in festen Siedlungen in der Nähe von Presidios (Opata, Obere Pima, Untere Pima, Sobaipuri) niederlassen oder sich den Apachen anschließen (Suma, Jocome, Jumano, Toboso). Gegen 1830 hatte die Apachería wohl ihre größte Ausdehnung nach Süden und Westen erreicht und die Lipan Apache und Mescalero Apache hatten sogar wieder einige Gebiete entlang des Colorado River in Texas inne.

## Geschichte

### Spanisch-indianische Allianzen gegen die Apachen
Als vielleicht erster Weißer stieß 1540 der spanische Konquistador Francisco Vásquez de Coronado auf Apachen-Indianer. 1598 traf sein Landsmann Juan de Oñate auf sie. Er war der Erste, der den Zuñi-Begriff Apachù (‚Feind‘) als Apache übernahm.
Nach dem Pueblo-Aufstand von 1680 gelangten zahlreiche Pferde aus spanischem Besitz in die Hände indigener Gruppen. Für die Apachen bedeutete dies einen deutlichen Zuwachs an Mobilität und Reichweite, was ihnen erlaubte, von den südlichen Ausläufern des Arkansas River in Colorado bis in Teile der heutigen mexikanischen Bundesstaaten Sonora, Sinaloa, Chihuahua, Coahuila, Durango und Jalisco sowie vom Colorado River im Westen bis nach Zentral- und Süd-Texas vorzustoßen. Die Apachen führten Raub- und Beutezüge sowohl gegen andere indigene Völker als auch gegen spanische und später mexikanische Siedlungen durch, um Pferde, Nahrungsmittel, Handelswaren und strategische Vorteile zu erlangen. Diese Unternehmungen waren von Gewalt geprägt, forderten Menschenleben und führten zur Gefangennahme von Siedlern und Angehörigen anderer Stämme. Zeitgenössische Berichte schildern oft hohe Opferzahlen, deren tatsächliches Ausmaß aufgrund der lückenhaften und parteiischen Quellenlage jedoch schwer zu bestimmen ist. So gaben Behörden im Bundesstaat Durango 1856 an, dass in den vorangegangenen zwanzig Jahren indianische Raubzüge, überwiegend durch Comanchen und Apachen, fast 6.000 Todesopfer gefordert, 748 Menschen verschleppt und 358 Siedlungen zur Aufgabe gezwungen hätten. Ihre hohe Beweglichkeit und ihre Kriegsführung erschwerten es den Spaniern und Mexikanern, in den von ihnen als Apacheria bezeichneten Regionen dauerhaft Fuß zu fassen.
Zum gemeinsamen Schutz und um die Apachen zu isolieren, schlossen die Spanier und später die Mexikaner Allianzen mit den Pima, Opata, Tarahumara, Pueblo, Wichita, Caddo, Ute und ab 1786 mit den Comanchen. Als Gegenleistung für die indianische Unterstützung öffneten die Spanier und Mexikaner ihre Märkte den indianischen Produkten und Waren und versorgten die Stämme mit Waffen und logistischer Unterstützung in deren Kämpfen gegen die Apachen.
Nach heftigen Kämpfen gegen Spanier und deren indianische Verbündete, der Zwangseingliederung in die Anti-Apache-Allianz der Jicarilla Apache sowie ab 1793 der Navajo und der, dank spanischer Unterstützung, immer mehr erstarkenden Comanchen, mussten bald viele bands (englisch für ‚Stammesgruppen‘) der Apachen um Frieden ersuchen. Mehrere südliche Gruppen der Chiricahua, die südlichen Mescalero in Coahuila und Chihuahua sowie große Gruppen der Lipan wurden vernichtend geschlagen, 1790 trieben die Spanier fliehende Mescalero nach Norden in die Comancheria, wo die Comanchen nach spanischen Angaben mehr als 300 Mescalero töteten.
Die sich ergebenden ca. 400 Chiricahua wurden im Opata-Presidio Bacoachi angesiedelt und gezwungen, als Scouts gegen noch kämpfende Chiricahua sowie die weit nördlich und in relativer Sicherheit lebenden Westlichen Apachen zu dienen, die Mescalero (ca. 3000 wurden zwischen 1790 und 1796 im Presidio del Norte sowie weiteren Chihuahua-Presidios angesiedelt) und Lipan mussten als Scouts gegen die nördlichen Gruppen, in den Bergen New Mexicos und den Plains von West und Südwest-Texas lebenden, stammesverwandten Mescalero und Lipan dienen. 1798 ließen sich ca. 800–900 Chihenne in San Buenaventura nieder, nachdem sie mehrmals durch Spanier und Comanchen sowie Chiricahua-Scouts angegriffen wurden und große Verluste hinnehmen mussten. Zwischen 1790 und 1800 ergaben sich immer mehr Apachen und ließen sich entweder in sogenannten „Friedenssiedlungen“ (span. establecimientos de paz oder campos de paz apaches) nieder, wo sie Ackerbau betreiben mussten und einen Pass benötigten, wenn sie auf die Jagd gehen wollten, oder versicherten den Spaniern, in ihren jeweiligen Streifgebieten friedfertig zu leben und keine anderen Indianer zu berauben. 1793 gab es acht establecimientos de paz, in denen ca. 2000 Apachen angesiedelt waren – obwohl die meisten Mescalero bereits 1796 ihre campos de paz apaches wieder verließen, verhielten sie sich doch in den folgenden Jahren relativ friedlich. Da auch die ca. 3000 Diné sowie die Comanchen ihre Zusagen einhielten und letztere die Spanier weiterhin im Kampf gegen freie, räuberische Apachen unterstützten, erlebten die spanischen Nordprovinzen einen Frieden, den sie vormals nie erlebt hatten.

### Unabhängigkeit Mexikos und Zusammenbruch der Nordgrenze
Der relative Frieden dauerte bis 1820, als die Mexikaner die Kontrolle über das Gebiet während des Unabhängigkeitskrieges gegen Spanien (1810–1822) übernahmen. Diese hatten finanzielle Probleme und stellten die Lieferung von Lebensmitteln ein. Alsbald nahmen die Apachen ihre alte Lebensweise wieder auf und überfielen erneut die Siedlungen entlang der Nordgrenze sowie tief in Mexiko. Bald hatten sie ihre Vormachtstellung im südlichen Texas, im Bolsón de Mapimí sowie in ihren mexikanischen Siedlungsgebieten wieder hergestellt. Da Mexiko nicht über die finanziellen und personellen Mittel wie das Vizekönigreich Neuspanien verfügte, mussten die Presidios mit immer weniger und schlechter ausgestatteten Soldaten die Nordgrenze sowie das Hinterland gegen die einfallenden Apachen verteidigen. Zudem waren die Comanchen nicht mehr bereit, Hilfstruppen gegen die Apachen zur Verfügung zu stellen, da sie durchaus die Schwäche der Mexikaner bemerkt hatten, und unternahmen nun ihrerseits brutale Raubzüge. Dabei bildete der Río Conchos eine virtuelle Linie, östlich derer die Comanchen, einige Mescalero und die Lipan raubten. Westlich des Río Conchos raubten Mescalero, Chiricahua und Westliche Apachen.
Im Jahr 1835 führten die mexikanischen Staaten Sonora und Chihuahua wieder Prämien auf Apachen-Skalpe ein, um des „Apachenproblems“ Herr zu werden. Für einen Krieger (ab 14 Jahren) bekam man 100 Pesos, für eine Frau 50 und für ein Kind 25, später erließen andere Staaten ähnliche Gesetze, und die Höhe der Skalp-Prämien wurde mehrmals erhöht.
Während dieser Auseinandersetzungen schlossen immer wieder einzelne mexikanische Staaten mit verschiedenen Apachen Verträge ab, boten diesen Schutz vor Verfolgungen durch die Armee und erlaubten den bands Zugang zu ihren Märkten, um dort Beute und Produkte gegen Waffen, Munition, Kaffee, Zucker und andere Waren einzutauschen.
Der Kommandeur der nördlichen Presidio-Linie, Don Ignacio Zúñiga, schätzte, dass allein in den Jahren 1820 bis 1835 durch die Apachen ca. 5000 Mexikaner getötet, 100 Siedlungen zerstört und mehr als 4000 Siedler gezwungen waren, die Region zu verlassen. Mit Ausnahme der durch Truppen geschützten Tucson und Tubac waren ganz Nord-Sonora und weite Teile Nordmexikos ranchos despoblados. 1848 wurde von den Apachen sogar die wichtige Stadt Fronteras eingenommen und über mehrere Monate gegenüber den Mexikanern gehalten.

### US-Amerikaner übernehmen die nördlichen Gebiete der Apacheria
Als später die USA ehemals mexikanische Gebiete übernahmen, lieferten die Apachen der US-Armee erbitterte Kämpfe. Die „Apachen-Kriege“ (1850–1890) waren die längsten und kostspieligsten Kriege der USA im 19. Jahrhundert – neben dem Bürgerkrieg. Durch die hohen Verluste an Soldaten und Zivilisten, die Schwierigkeiten im Gelände, die Schnelligkeit, Schlauheit und Grausamkeit der Apachen und ihren verzweifelten und langandauernden Widerstand wurden viele ihrer Anführer berühmt. Erst gegen Ende des 19. Jahrhunderts kapitulierten die letzten Apachen und zogen in Reservate. Die letzten Überfälle kleiner Apachen-Gruppen erfolgten 1930 auf Ansiedlungen und Auswanderer im Norden Mexikos.

### Geschichte im 20. Jahrhundert
Noch Anfang des 20. Jahrhunderts wurden Apachen-Kinder von ihren Eltern getrennt und weißen US-Bürgern zur Adoption gegeben. Die Enkel oder Urenkel erfahren dies heute nur noch aus mündlichen Überlieferungen, wenn ein Apachen-Kind damals alt genug war, sich zu erinnern.

## Gesellschaft und interne Struktur

### Soziale und politische Organisation
Die Apachen waren nicht zentralistisch organisiert und bildeten keine „Stämme“ im eigentlichen Sinn. Die höchste organisatorische Einheit war die Band (Gruppe), die sich in der Regel in Lokalgruppen (engl. local bands) unterteilte. Die Lokalgruppe wiederum bestand aus mehreren matrilokalen und matrilinearen Gotah (Großfamilien). In einer Band war jedes Mitglied mit den meisten, wenn nicht mit allen anderen verwandt. Die einzelne Gotah bestand wiederum aus mehreren Kowa (Wickiups oder Tipis) einzelner Familien, die eine rancheria bildeten.
Besonders im Winter oder zur Organisation einer Jagd, des Sammelns, der Verarbeitung und Haltbarmachung von Beeren und Wildpflanzen sowie aus kulturellen und religiösen Anlässen kamen Lokalgruppen zusammen. Kriegszüge wurden meistens von Lokalgruppen oder sogar der ganzen band unternommen, diese konnten oft zwischen 100 und 200 Krieger umfassen. Raubzüge wurden, im Gegensatz zu den Kriegszügen, nur von einer oder mehreren gotah (‚Großfamilie‘) organisiert und bestanden meist nur aus 10 bis 30 Kriegern.
Die Apachen-Krieger waren keinem Häuptling (Nantan) zum Gehorsam verpflichtet, sondern schlossen sich einflussreichen Männern (und gelegentlich Frauen) an, die aufgrund ihres Reichtums, ihrer Fähigkeiten, persönlichen Überzeugungskraft und ihrer Diyah (‚Kraft‘) Prestige besaßen. Meistens waren daher die Anführer zugleich Medizinmänner (Diyin). Neben Diya besaßen manche Frauen und Männer zudem Inda-ce-ho-ndi (‚Enemies-Against-Power‘), die ihnen ermöglichte, Feinde zu lokalisieren, deren Anzahl zu benennen und diesen durch ihre Macht zu schaden. Es gab zuweilen auch Kriegerinnen, wie zum Beispiel Lozen (‚geschickte Pferdediebin‘) oder Gouyen (‚weise Frau‘), die es entweder ablehnten zu heiraten oder die ihre Männer auf die Kriegs- und Raubzüge begleiteten.

### Religion

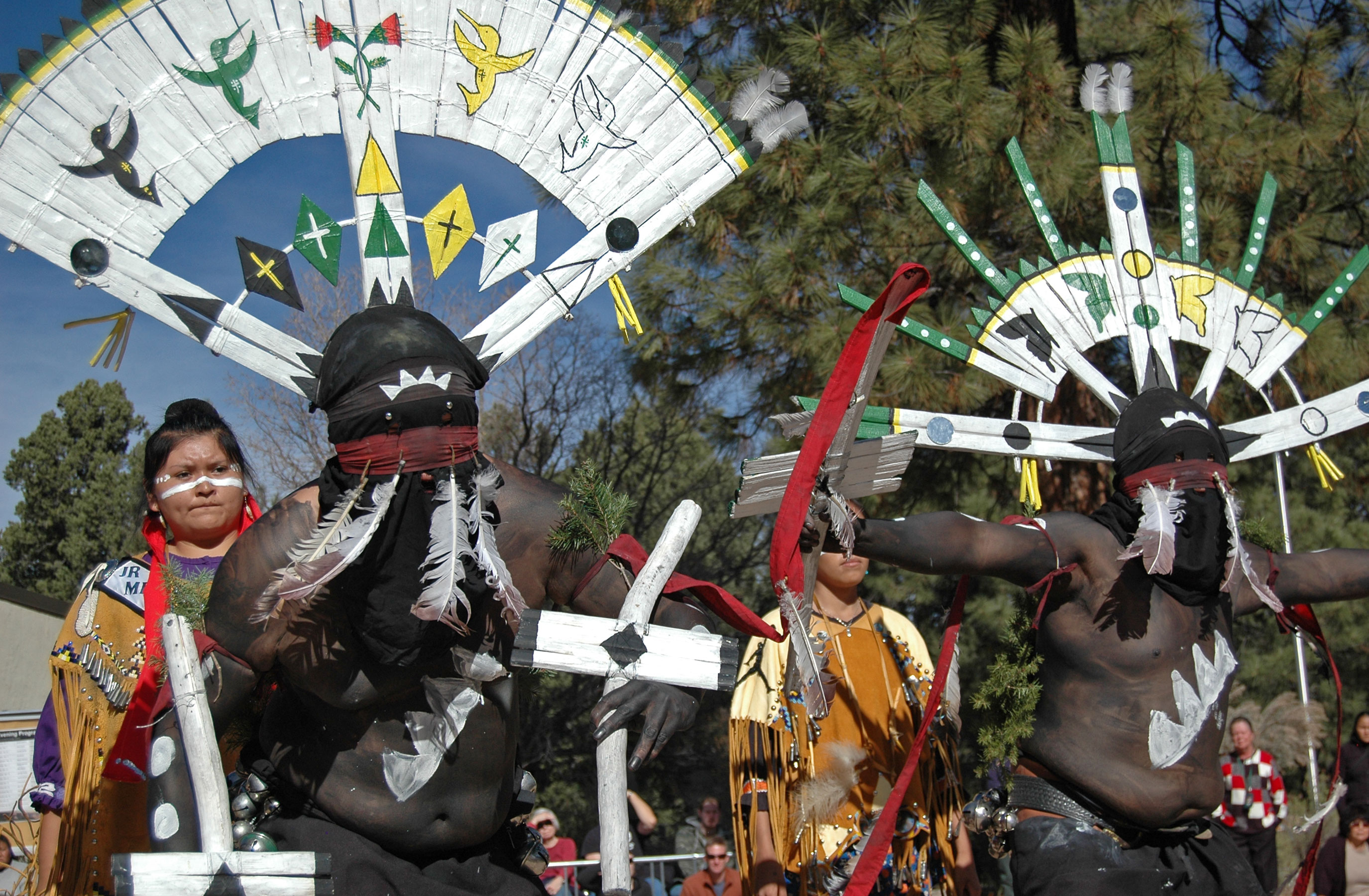
„Tanz der Berggeister“, nach wie vor ein wichtiges Element der Apachenkulturen

Die ethnische Religion der Apachen basiert auf einer komplexen Mythologie, in der zahlreiche Geistwesen vorkommen. Menschenähnliche Kulturheroen wie Weißbemalte Frau und ihr Sohn Wasserkind sowie die Berggeister Ga'an haben eine wichtige Bedeutung. Solche Geister – die auch in Felsen, Bäumen oder dem Wind gesehen werden – gelten als die Seelen der Ahnen, so dass sie – respektive ihre Erscheinungen – mit Respekt behandelt werden müssen (siehe auch: Heiliger Mount Graham). Letztere werden bei verschiedenen Maskentänzen von den Tänzern repräsentiert, etwa bei der viertägigen Pubertätszeremonie für Mädchen, als Regentanz oder für Heilrituale. Wasser gilt als starke spirituelle Kraft, mit der man etwa Dämonen abwaschen kann. Aus religiöser Sicht gelten junge Frauen als besonders machtvoll. Gesang, Trommeln und Tanz sind die wichtigsten Möglichkeiten, um mit dem Transzendenten zu kommunizieren. Der Glaube an tierische Schutzgeister hingegen, der ansonsten fast überall in Nordamerika vorkam, war bei den Apachen nicht existent.
Die traditionellen Apachen sehen sich, die Natur und die spirituellen Mächte als Geschöpfe des Hochgottes Ussen. Die bedeutendste Rolle in der alltäglichen Spiritualität und den Zeremonien spielt allerdings der Glaube an die unpersönlichen, übernatürlichen diyi´-Kräfte, die in allen Naturerscheinungen und Lebewesen lokalisiert werden. Menschen, die bestimmte Kräfte davon kontrollieren können, werden Diyin – „heilige Leute“ oder auch „Medizinleute“ – genannt. Sie bekamen sie entweder „geschenkt“ oder haben sie in einer Visionssuche erworben. Sie verwenden ihre Macht als Priester in Zeremonien und als Heiler, indem sie Texte rezitieren, heilige Lieder singen oder meditativ symbolkräftige Sandbilder herstellen. In der Regel dienen diese Praktiken dazu, eine gestörte Balance der Kräfte wiederherzustellen, Kranke zu heilen und böse Hexen zu bekämpfen.
Die Christianisierung der Apachen (wie auch der Navaho) erfolgte früher aufgrund der nomadisierenden Lebensweise nur sehr geringfügig und setzte daher erst sehr spät ein. Viele traditionelle Apachen führen auch heute noch die überlieferten Rituale durch. Nach den laufenden Erhebungen des evangelikal-fundamentalistisch ausgerichteten Bekehrungsnetzwerkes Joshua Project bekennen sich ca. 20 Prozent aller Apachen zur traditionellen Religion.

## Demografie
Die Westlichen Apache waren mit 4500 bis 5000 Angehörigen die größte und bevölkerungsreichste Gruppe unter den Apachen, wobei hiervon nur 25 Prozent kampffähige Männer waren und der Rest Frauen (35 Prozent) und Kinder (40 Prozent). Hierbei waren wiederum die rund 1500 Personen zählenden White Mountain Apache die größte und mit etwa 375 Kriegern mächtigste Gruppe der Westlichen Apache, während mit rund 1000 Angehörigen (etwa 250 Kriegern) die Cibecue Apache die zweitgrößte Gruppe darstellten. Die San Carlos Apache und Südlichen Tonto Apache zählten jeweils 900 Stammesmitglieder (mit je 225 Kriegern), so dass die Nördlichen Tonto Apache mit etwa 450 Mitgliedern (und etwa 110 Kriegern) die kleinste Gruppe bildeten. Zusammen konnten somit die Westlichen Apache rund 1200 Krieger stellen.
In den 1860er-Jahren zählten die Chiricahua Apache rund 3000 Stammesmitglieder und konnten etwa 750 Krieger aufbringen. Als Ergebnis der ständigen Kämpfe mit Mexikanern und Amerikanern sowie benachbarten Stämmen nahm die Zahl der Chiricahua langsam ab, sodass in den 1870er Jahren diese etwa 600 Krieger stellen konnten, aufgeteilt auf die vier unabhängig agierenden bands: Chihenne (etwa 175 Krieger), Chokonen (etwa 150 Krieger), Südliche Chiricahua (etwa 150 Krieger) sowie die Bedonkohe als kleinste Gruppe (etwa 125 Krieger).
Anfang des 19. Jahrhunderts gab es nur noch rund 1800 Jicarilla Apache mit etwa 450 Kriegern. Um 1840 schätzte man die Jicarilla, die zudem durch die ständigen Kriege aufgerieben waren, nur noch auf 800 bis 1200 Stammesmitglieder sowie etwa 200 bis 300 Krieger.
Um 1700 schätzte man, dass es rund 6000 Lipan Apache gab, die etwa 1500 Krieger stellen konnten. Nach harten Kämpfen gegen Spanier und Comanchen glaubte man um 1750 hingegen, dass es nur noch 3000 bis 4000 Lipan Apache gab, mit 750 bis 1000 Kriegern. Nach schweren Pockenepidemien und einem auf die Ausrottung der Lipan Apache ausgerichteten Bündnis der Spanier mit Comanchen und anderen südwestlichen Stämmen, das zu mehreren schweren Niederlagen seitens der Lipan Apache führte, schätzte man diese auf rund 2000 (500 Krieger), 1845 auf rund 1500 (375 Krieger), 1865 rund 350 (90 Krieger) und 1913 noch ganze 35 Stammesmitglieder.
Man schätzt, dass es vor dem Eindringen der Amerikaner in den Südwesten 2500 bis 3000 Mescalero-Apachen gab, die etwa 625 bis 750 Krieger stellen konnten.
1840 zählten sie etwa 15.000, 1906 nur noch 6000 Angehörige. Der US-Zensus von 2000 nennt 96.833 Apachen, wovon rund 31.000 gemischter ethnischer Herkunft sind. Die Zahlenangabe von 1840 ist höchstwahrscheinlich eine Übertreibung der Spanier und Mexikaner, deren Schätzungen bis zu 30.000 Menschen reichten – wahrscheinlich zählten alle Apachen zusammen in der Vergangenheit nicht mehr als 10.000 Personen.

## Persönlichkeiten

### Prominente der Gegenwart
- Mary Kim Titla (* 1960), Journalistin und Fernsehreporterin

## Karl Mays Winnetou
Da Gabriel Ferry, ein französischer Schriftsteller, bereits einen Comanchen zum Helden seiner Abenteuergeschichten auserkoren hatte, sah sich der Schriftsteller Karl May veranlasst, seinen Edelindianer Winnetou einem anderen Indianervolk zugehörig zu erklären. Er wählte, nicht ohne Hintergedanken, die Todfeinde der Comanchen, nämlich die Apachen, und verlieh seiner Romanfigur daher die Identität eines Mescalero.
Neben den Büchern Mays sind auch die Karl-May-Filme der 1960er Jahre zu einem nicht unwesentlichen Anteil Ursache für das anhaltende Interesse an den Apachen. Es war – nach eigenen Angaben – das Verdienst des französischen Schauspielers Pierre Brice, immer wieder ein Stück mehr Authentizität in die Darstellung dieser Indianerfigur zu importieren, sei es durch Kostümwahl oder durch seine Einflussnahme auf die Handlung. Auch wegen der Popularität dieses Schauspielers kamen Vertreter der nordamerikanischen Indianer nach Bad Segeberg, wo man den Schauspieler zum Ehrenhäuptling ernannte.
Einen „größten Häuptling der Apachen“ hat es nie gegeben. Die Apachen lebten und jagten in Lokalgruppen mit einem jeweiligen Anführer. Darauf geht Winnetou in der Serie Mein Freund Winnetou ein, indem er darauf hinweist, dass das Wort „Häuptling“ ein Wort der Weißen sei und dass er bei den Chiricahua-Apachen nicht erwarten könne, auf Gehör zu stoßen, da er Mescalero sei.

## Verfilmungen
- 1954: Apache (dt. Titel: Massai, der große Apache), Regie: Robert Aldrich; Hauptdarsteller: Burt Lancaster; Handlung: Massai, ein Apache, weigert sich im 19. Jahrhundert, mit dem Rest seines Clans in ein Reservat zu ziehen, was er als Gefangenschaft empfindet. Lange leistet er bewaffneten Widerstand, aber seiner schwangeren Gefährtin zuliebe versucht er mit ihr, in den Bergen ein neues Leben zu beginnen. Dort jedoch wird er von Truppen aufgespürt und ob es ein Happy End gibt, bleibt bis zur letzten Minute offen.
- 1973/74 drehte die DEFA die Spielfilme Apachen und Ulzana, die das Leben der Apachen, speziell das des Häuptlings Ulzana, thematisieren. Das Bestreben der Indianer, mit ihren weißen Nachbarn friedlich zusammenzuleben und sich von der Landwirtschaft zu ernähren, sowie die blutige Niederschlagung dieses Unterfangens werden in den beiden Filmen packend, aber trotzdem so geschichtsnah wie möglich dokumentiert.
- 1993: Geronimo – Eine Legende (Geronimo: An American Legend). Einer der letzten von mindestens 20 Filmen im 20. Jahrhundert, die mehr oder weniger Verfilmungen von Teilen des Lebens Geronimos sind.

## Sonstiges
- Ein schwarzer Schmuckstein, eine Form des Obsidians, heißt „Träne der Apachen“ oder „Apachenträne“.
- Ein bekannter Nonsensvers von Robert Gernhardt lautet: Paulus schrieb an die Apatschen: „Ihr sollt nicht nach der Predigt klatschen.“
- Der Kampfhubschrauber Hughes AH-64 trägt den Namen und die umgangssprachliche Bezeichnung „Apache“.
- Der Webserver Apache HTTP Server wurde aus Respekt dem Stamm gegenüber so genannt.[15]
- Ein deutsch-türkischer Rapper nennt sich Apache 207  (* 1997).